# Список объектов всемирного наследия ЮНЕСКО в Канаде
В списке Всеми́рного насле́дия ЮНЕ́СКО в Кана́де значатся 22 объекта (на 2025 год), это составляет 1,8 % от общего числа (1248 на 2025 год). 10 объектов включены в список по культурным критериям, причём 1 из них признан шедевром человеческого гения (критерий i), 11 объектов включены по природным, причем 8 из них признаны природными феноменами исключительной красоты и эстетической важности (критерий vii) и ещё 1 объект включён по смешанным критериям. Кроме этого, по состоянию на 2025 год, 11 объектов на территории государства находятся в числе кандидатов на включение в список всемирного наследия, в том числе 6 — по культурным, 4 — по смешанным и 1 — по природным критериям. Канада ратифицировала Конвенцию об охране всемирного культурного и природного наследия 23 июля 1976 года. Первый объект на территории Канады был занесён в список в 1978 году на 2-й сессии Комитета всемирного наследия ЮНЕСКО.

## Список
В данной таблице объекты расположены в порядке их добавления в список всемирного наследия ЮНЕСКО.
| #  | Изображение | Название | Местоположение                                                                            | Время создания | Год внесения в список | №    | Критерии         |
| -- | ----------- | --- | ----------------------------------------------------------------------------------------- | -------------- | --------------------- | ---- | ---------------- |
| 1  |             | Государственный исторический памятник Л'Анс-о-Медоус (англ. L’Anse aux Meadows National Historic Site) (фр. Lieu historique national de L’Anse aux Meadows)                                                                   | Провинция: Ньюфаундленд и Лабрадор                                                        | XI век         | 1978                  | 4    | vi               |
| 2  |             | Национальный парк Наханни (англ. Nahanni National Park Reserve) (фр. Réserve de parc national de Nahanni) | Ближайшее поселение: Форт-Симпсон Территория: Северо-Западные территории                  | —              | 1978                  | 24   | vii, viii        |
| 3  |             | Провинциальный парк динозавров (англ. Dinosaur Provincial Park) (фр. Parc provincial Dinosaur) | Ближайшее поселение: Брукс Провинция: Альберта                                            | —              | 1979                  | 71   | vii, viii        |
| 4  |             | Парки и резерваты Клуэйн, Рангел-Сент-Элайас, Глейшер-Бей и Татшеншини-Алсек (англ. Kluane / Wrangell – St. Elias / Glacier Bay / Tatshenshini-Alsek) (фр. Kluane / Wrangell - Saint-Élie / Glacier Bay / Tatshenshini-Alsek) | Территория: Юкон Провинция: Британская Колумбия (Совместно с США )                        | —              | 1979                  | 72   | vii, viii, ix, x |
| 5  |             | Деревня Нинстинц и национальный парк Гуайи-Хаанас (англ. SGang Gwaay Llnaagay) (фр. SGang Gwaay Llnaagay) | Провинция: Британская Колумбия                                                            | XIX век        | 1981                  | 157  | iii              |
| 6  |             | Хед-Смэшт-Ин-Баффало-Джамп (англ. Head-Smashed-In Buffalo Jump) (фр. Précipice à bisons Head-Smashed-In) | Ближайшее поселение: Форт-Маклауд Провинция: Альберта                                     | —              | 1981                  | 158  | vi               |
| 7  |             | Национальный парк Вуд-Баффало (англ. Wood Buffalo National Park) (фр. Parc national Wood Buffalo) | Ближайшее поселение: Форт-Смит Территория: Северо-Западные территории Провинция: Альберта | —              | 1983                  | 256  | vii, ix, x       |
| 8  |             | Парки Канадских Скалистых гор (англ. Canadian Rocky Mountain Parks) (фр. Parcs des montagnes Rocheuses canadiennes) | Провинции: Альберта, Британская Колумбия                                                  | —              | 1984 расширен в 1990  | 304  | vii, viii        |
| 9  |             | Старый Квебек (англ. Historic District of Old Québec) (фр. Arrondissement historique du Vieux-Québec) | Город: Квебек Провинция: Квебек                                                           | XVIII—XIX века | 1985                  | 300  | iv, vi           |
| 10 |             | Национальный парк Грос-Морн (англ. Gros Morne National Park) (фр. Parc national du Gros-Morne) | Ближайший город:Корнер-Брук Провинция: Ньюфаундленд и Лабрадор                            | —              | 1987                  | 419  | vii, ix          |
| 11 |             | Исторический город Луненберг (англ. Old Town Lunenburg) (фр. Le Vieux Lunenbourg) | Провинция: Новая Шотландия                                                                | С XVIII века   | 1995                  | 741  | iv, v            |
| 12 |             | Национальные парки Уотертон-Лейкс и Глейшер (англ. Waterton-Glacier International Peace Park) (фр. Parc international de la paix Waterton-Glacier)                                                                            | Провинция: Альберта (Совместно с США )                                                    | —              | 1995                  | 354  | vii, ix          |
| 13 |             | Национальный парк Мигуаша (англ. Miguasha National Park) (фр. Parc national de Miguasha) | Ближайший город: Кампбеллтон Провинция: Квебек                                            | —              | 1997                  | 686  | viii             |
| 14 |             | Канал Ридо (англ. Rideau Canal) (фр. Canal Rideau) | Города: Оттава, Кингстон Провинция: Онтарио                                               | 1832           | 2007                  | 1221 | i, iv            |
| 15 |             | Скалы с окаменелостями в Джоггинсе (англ. Joggins Fossil Cliffs) (фр. Falaises fossilifères de Joggins) | Провинция: Новая Шотландия                                                                | —              | 2008                  | 1285 | viii             |
| 16 |             | Ландшафт Гран-Пре (англ. Landscape of Grand Pré) (фр. Le Paysage de Gran Pré) | Провинция: Новая Шотландия                                                                | С XVIII века   | 2012                  | 1404 | v, vi            |
| 17 |             | Китобойная станция Рэд-Бэй (англ. Red Bay Basque Whaling Station) (фр. Station baleinière basque de Red Bay) | Провинция: Ньюфаундленд и Лабрадор                                                        | XVI—XVII века  | 2013                  | 1412 | iii, iv          |
| 18 |             | Мистейкен Пойнт (англ. Mistaken Point) (фр. Mistaken Point) | Провинция: Ньюфаундленд и Лабрадор                                                        | —              | 2016                  | 1497 | viii             |
| 19 |             | Пимачиовин Аки (англ. Pimachiowin Aki) (фр. Pimachiowin Aki) | Провинции: Онтарио, Манитоба                                                              | —              | 2018                  | 1415 | iii, vi, ix      |
| 20 |             | Райтинг-он-Стоун (англ. Writing-on-Stone) (фр. Writing-on-Stone) | Ближайший город: Летбридж Провинция: Альберта                                             | —              | 2019                  | 1597 | iii              |
| 21 |             | Трондек-Клондайк (англ. Tr’ondëk-Klondike) (фр. Tr’ondëk-Klondike) | Территория: Юкон                                                                          | —              | 2023                  | 1564 | iv               |
| 22 |             | Антикости (англ. Anticosti Island) (фр. Île d'Anticosti) | Провинция: Квебек                                                                         | —              | 2023                  | 1686 | vii              |

## Предварительный список
В данном списке указаны объекты, предложенные правительством Канады в качестве кандидатов на занесение в список всемирного наследия.
| #  | Изображение | Название | Местоположение                     | Время создания        | Год внесения в список | №    | Критерии               |
| -- | ----------- | --- | ---------------------------------- | --------------------- | --------------------- | ---- | ---------------------- |
| 1  |             | Национальная парковая резервация Гуаи-Хаанас (англ. Gwaii Haanas National Park Reserve and Haida Heritage Site) (фр. Réserve de parc national et site du patrimoine haïda Gwaii Haanas)                                                                                 | Провинция: Британская Колумбия     | —                     | 2004                  | 1938 | iii, v, vi, vii, ix, x |
| 2  |             | Национальные парки Иввавик, Вунтут, Хершел (англ. Ivvavik National Park/Vuntut National Park/Herschel Island) (фр. Parc national Ivvavik/Parc national Vuntut/L'île Herschel)                                                                                           | Территория: Юкон                   | —                     | 2004                  | 1939 | iv, v, vii, viii, x    |
| 3  |             | Клондайк (англ. Klondike) (фр. Klondike) | Территория: Юкон                   | —                     | 2004                  | 1941 | iv, v                  |
| 4  |             | Национальный парк Куттинирпаак (англ. Quttinirpaaq National Park) (фр. Parc national Quttinirpaaq) | Территория: Нунавут                | —                     | 2004                  | 1943 | iii,vii, viii, x       |
| 5  |             | Петроглифы Каджарталика (англ. Qajartalik) (фр. Qajartalik) | Территория: Нунавут                | 1000 - 2200 лет назад | 2018                  | 6339 | iii                    |
| 6  |             | Губковые рифы пролива Хекате и Залива королевы Шарлотты (англ. Hecate Strait and Queen Charlotte Sound Glass Sponge Reefs Marine Protected Area) (фр. Récifs d'éponges siliceuses des détroits d'Hectare et de la Reine Charlotte)                                      | Провинция: Британская Колумбия     | —                     | 2018                  | 6338 | viii, ix, x            |
| 7  |             | Национальный парк Сирмилик и морская природоохранная территория Таллурутиуп Иманга (англ. Sirmilik National Park and Tallurutiup Imanga National Marine Conservation Area ) (фр. Parc national Sirmilik et aire marine nationale de conservation de Tallurutuip Imanga) | Территория: Нунавут                | —                     | 2018                  | 6340 | v, ix                  |
| 8  |             | Долина Стейн (англ. Stein valley) фр. Vallée de la Stein) | Провинция: Британская Колумбия     | —                     | 2018                  | 6341 | iii, vi                |
| 9  |             | Ванускевин (англ. Wanuskewin) (фр. Wanuskewin) | Провинция: Саскачеван              |                       | 2018                  | 6342 | iii                    |
| 10 |             | Места археологических находок во льдах Юкона (англ. Yukon Ice Patches) (фр. Bancs de glace du Yukon) | Территория: Юкон                   | 7500 лет назад        | 2018                  | 6343 | iii, v                 |
| 11 |             | Станции Трансатлантического телеграфного кабеля (англ. Transatlantic Cable Ensemble) (фр. Ensemble du câble transatlantique) | Провинция: Ньюфаундленд и Лабрадор | XIX - XX вв           | 2022                  | 6631 | ii, iv                 |